# برتابش
برتابش (به انگلیسی: Irradiation) فرایندی است که طی آن جسمی در معرض تابش قرار می‌گیرد. یک برتابنده وسیله‌ای است که برای قراردادن یک جسم در معرض تابش، به ویژه تابش گاما، برای اهداف مختلف استفاده می‌شود. برتابنده‌ها ممکن است برای ستَروَن‌سازی لوازم پزشکی و دارویی، نگهداری مواد غذایی، تغییر رنگ سنگ‌های قیمتی، مطالعه اثرات تابش، ریشه‌کن‌سازی حشرات از طریق برنامه‌های آزادسازی نر عقیم، یا کالیبره کردن دُزسَنج نورتاب‌گرمایی (TLD) استفاده شوند. این در معرض قرار گرفتن می‌تواند از منابع مختلف، از جمله منابع طبیعی سرچشمه بگیرد. این اصطلاح بیشتر به پرتو یونیزان و به سطحی از تابش‌ها اشاره می‌کند که به‌جای قرارگرفتن در معرض تابش پرتوی در سطوح معمولی تابش زمینه، هدف ویژه‌ای را دنبال می‌کند. اصطلاح برتابش معمولاً قرارگرفتن در معرض تابش‌های نایونیزان (به انگلیسی: non-ionizing) مانند: فروسرخ، نور مرئی، ریزموج از تلفن‌های همراه یا امواج الکترومغناطیسی گسیل‌شده توسط گیرنده‌های رادیو و تلویزیون و منابع تغذیه را شامل نمی‌شود.

## کاربردها
در صورت تجویز در سطوح مناسب، تمام برتابش‌های یونیزان‌ می‌توانند اجسام، از جمله وسایل پزشکی، وسایل یکبارمصرف مانند سرنگ، و موادغذایی را استریل کنند. پرتوی یونیزان(پرتوهای الکترون، پرتو ایکس و پرتو گاما) ممکن است برای از بین بردن باکتری‌ها در غذا یا دیگر مواد آلی، از جمله خون استفاده شود. برتابش غذا، درحالی که مؤثر است، به‌دلیل عدم پذیرش عموم به‌ندرت مورد استفاده قرارمی‌گیرد.